# Terbinafina
La  terbinafina è un principio attivo, un preparato antimicotico facente parte delle allilamine.

## Farmacocinetica
La Terbinafina può essere usata in modo sistemico per le micosi cutanee avendo una buona biodisponibilità (75%). La somministrazione solitamente orale raggiunge il picco ematico in 1-2 ore. Il farmaco penetra ottimamente nella cute, nel tessuto adiposo, nel tessuto corneo e  nelle unghie. La terbinafina è metabolizzata dal citocromo P450 con escrezione renale discretamente lenta. L'emivita è di 16 ore circa ma il farmaco persiste a lungo nei tessuti periferici con emivita di anche 3 settimane.

## Farmacodinamica
L'attività antimicotica della terbinafina è data dalla sua attività di inibizione dello squalene epossidasi che quindi blocca l'epossidazione dello squalene impedendo la corretta produzione dell'ergosterolo.
Essa è attiva nei confronti di dermatofiti vari, Candida glabrata, Spothrix schenckii, aspergillus e cromoblastomicosi.

## Indicazioni
Indicato per le infezioni micotiche cutanee. In combinazione con i triazolici e i polienici per la sua sinergia è prescritta insieme a codesti farmaci

## Controindicazioni
Prestare attenzione (evitare contatto diretto con gli occhi), controindicato in caso di gravidanza e allattamento, per i bambini l'uso viene sconsigliato.

## Meccanismo d'azione
La terbinafina agisce inibendo l'enzima squalene epossidasi prevenendo la sintesi dell'ergosterolo, componente fondamentale nella formazione della membrana cellulare e parete cellulare, causando così la lisi della cellula micotica. Ha una spiccata azione antinfiammatoria.

## Effetti collaterali
Fra gli effetti collaterali si riscontrano sensazione di bruciore, eritema e prurito, sintomi gastrointestinali, cefalea o difficoltà visive quando si accompagnano manifestazioni più gravi occorre sospendere il trattamento.

## Resistenza
Molti ceppi di Candida e Fusarium sono intrinsecamente resistenti. La resistenza anche se abbastanza rara è determinata da pompe di efflusso o più difficilmente da una iperproduzione di enzima inibitore.